# Get on Your Boots
Get on Your Boots ist ein Song der irischen Rockband U2. Er ist die erste Single aus dem Album No Line on the Horizon und wurde am 16. Februar 2009 veröffentlicht. Auf dem Album ist Get on Your Boots das sechste Lied.
Nachdem der Song schon am 19. Januar 2009 erstmals im Radio gespielt wurde, feierte das Video erst am 6. Februar nach einer Reihe von Pannen seine Premiere. Bei der Verleihung der Grammy Awards 2009 wurde Get on Your Boots das erste Mal live gespielt.

## Musikvideo
Das Musikvideo wurde unter der Regie von Alex Courtes gedreht und zeigt die musizierende Band im Vordergrund. Im Hintergrund  sieht man eine sich verändernde Collage aus einem Sternenhimmel sowie Bilder von Soldaten, militärischen Gegenständen und Frauen.

## Chartplatzierungen
| ChartsChartplatzierungen       | Höchstplatzierung | Wochen |
| ------------------------------ | ----------------- | ------ |
| Deutschland (GfK)              | 19 (6 Wo.)        | 6      |
| Österreich (Ö3)                | 11 (4 Wo.)        | 4      |
| Schweiz (IFPI)                 | 65 (3 Wo.)        | 3      |
| Vereinigtes Königreich (OCC)   | 12 (5 Wo.)        | 5      |
| Vereinigte Staaten (Billboard) | 37 (3 Wo.)        | 3      |
| Irland (IRMA)                  | 1 (6 Wo.)         | 6      |